# Aspenstorps naturreservat
Aspenstorps naturreservat är ett naturreservat i Sala kommun i Västmanlands län.
Området är naturskyddat sedan 2019 och är 14 hektar stort. Reservatet ligger strax norr om Sala silvergruva  och består av gammal ogallrad kalkbarrskog och grupper med björk och asp.